# 復社
復社是中國明朝末期的一個政治、學術團體，创建于崇祯二年，早期領袖為張溥與張采。初期的成員多是江南一带的讀書人，後來發展為全國性社團，前后入会者超过兩千人。复社以“兴复古学”“吾以嗣東林也”为号召，故而得名，又因為早期成員多為東林黨人的後裔，如周順昌之子周茂兰，魏大中之子魏学濂以及黃尊素之子黄宗羲等，故而復社又號稱「小東林」。

## 歷史
明崇禎二年（1629年），阮大鋮以阿附魏忠賢列於逆案，廢居回鄉，成立于苏州尹山。明崇禎八年（1635年），農民起義軍進入安徽。阮大鋮避居南京，廣召勇士，當時復社中名士顧杲、楊廷樞、黃宗羲等142人憎惡其為人，作《留都防亂公揭》驅逐之。
復社原本是以「獎進後學」為目標的學術團體，但後為政治團體，涉入黨爭（不似他們的父祖輩激進派東林黨，復社改採溫和上諫路線），惟對清初樸學經世致用哲學思想承傳影響甚巨。
明朝灭亡后，复社部分成员坚持抗清，复社遂加入南明成为抗清组织，于清顺治九年/明永曆六年（1652年）被迫解散。

## 主要成員
- 張溥
- 張采
- 顧杲
- 徐汧
- 赵自新
- 魏学濂
- 周茂兰
- 萬泰
- 楊龍友
- 黃道周
- 周延儒
- 吳偉業（吳梅村）
- 吳應箕
- 夏允彝
- 黄淳耀
- 沈士柱
- 复社四公子：陈贞慧、侯方域、方以智、冒辟疆
- 侯歧曾
- 陈子龙
- 顾炎武
- 楊廷樞
- 黄宗羲

## 研究書目
- 小野和子著，李慶等譯：《明季黨社考》（上海：上海古籍出版社，2006）。
- 邱榮裕：〈明末復社發布「留都防亂公揭」始末及其影響〉。
- 陈永福：〈《复社纪略》记事考实及其作者问题刍议 （页面存档备份，存于）〉。